# 邱吉林
邱吉林（1976年2月—），男，四川合江人，中华人民共和国企业家，四川奥特林宏贸易有限公司董事长，“杯壶先生”品牌创始人。2013年，担任成都泸州商会常务副会长。2020年，因性侵未成年少女而被刑拘，成都泸州商会官网将其个人简介删除。

## 生平
1976年2月，邱吉林出生于四川省泸州市合江县的一个贫困家庭。他从小跟父母一起干农活，读完小学四年级就放弃学业。13岁时外出挣钱，在石家庄某水泥厂找到第一份工作。其后，他还去过广州、深圳等城市，从事过建筑工、搬运工等职业。16岁时因为搭错火车而去往成都，之后开始在当地市场摆摊经营。他销售过百货、五金、床上用品、农副产品，后来觉得杯具产品好玩、易于存放且需求量大，于是将重心转移到杯子、碗、厨、炊具等相关产品。有一次，他因为生意纠纷与别人发生肢体冲突，被判处三年有期徒刑。出狱后，他把杯子作为经营主业。
2002年，邱吉林注册四川奥特林宏贸易有限公司。次年，公司正式成立，主要销售日用品、家居百货。他在荷花池市场附近的酒店包租一些房间作为办公场所，逐步吸引客商。2009年1月，他创办成都朗格科技发展有限公司。同年，于成都万达广场买下一座整层商铺。2013年6月，当选成都合江商会常务副会长。2014年，创立“杯壶先生”品牌。他多次在国内外考察，与多个厂家进行沟通、试验，成功研发“杯壶系列产品”。2015年1月，他把奥特林宏有限公司整体搬迁至成都金牛万达广场，开始打造多功能精品居家生活馆。2019年7月，他研发的产品旅行杯获得外观设计专利。

## 慈善事业
奥特林宏公司成立初期，邱吉林为一些贫困山区学生提供支助。汶川大地震、雅安地震期间，他亲自参与抗震救灾，向地震灾区送出救灾物资。

## 违法犯罪事件
2019年8月，邱吉林通过QQ利诱13岁女生祝小小给他发送裸照及视频，胁迫女方与他发生性关系，致其怀孕堕胎。2020年2月，成都市公安局对此立案侦查。邱吉林被刑拘后处于取保候审状态，个人活动并未受到限制。6月，祝小小确诊患上抑郁症，同月28日坠楼身亡。7月，邱吉林涉嫌强奸一案已进入审查逮捕阶段，成都泸州商会官网随后删除他的个人简介。同月16日，成都市双流区人民检察院对邱吉林批准逮捕。2021年8月9日，成都市中级人民法院对该案作出一审判决，判处邱吉林无期徒刑。